# 마르틴 오피츠

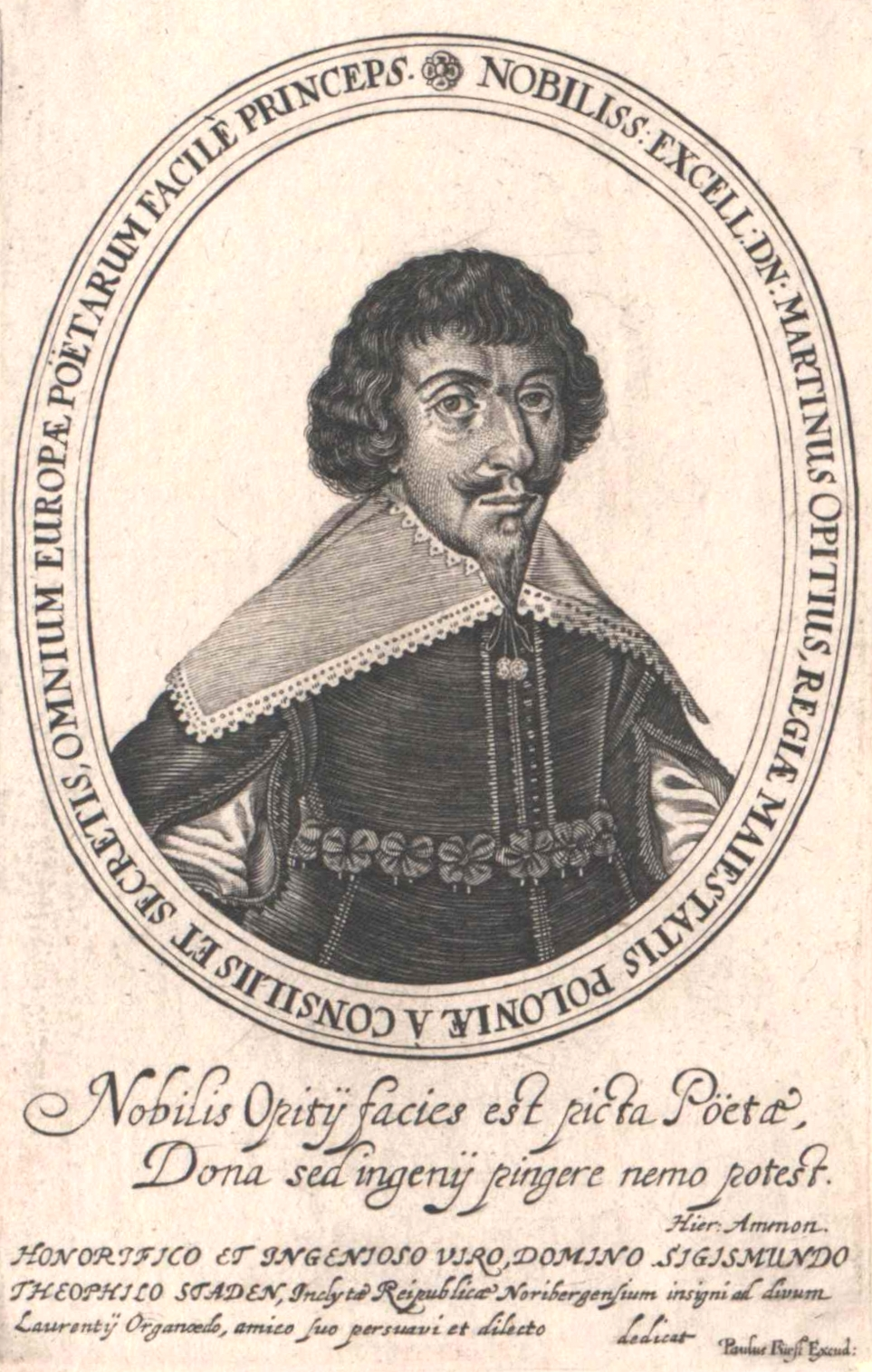
마르틴 오피츠

마르틴 오피츠 폰 보버펠트(Martin Opitz von Boberfeld, 1597년 12월 23일 ~ 1639년 8월 20일)는 독일의 시인이자 비평가이다.
북부 독일의 슐레겔 궁정시대에 각광을 받은 전기 바로크 문학의 정신적 지도자로서 광범한 분야에 걸친 문학상의 계몽적인 실천 활동을 통하여 독일 문학에 서구화·근대화에의 전기를 가져오게 하였다.
1618년에 오피츠는 프랑크푸르트 대학(오더)[Universität in Frankfurt (Oder)]에 들어가서 인문학을 공부했으며, 그 해에 그의 첫 번째 산문집인《아리스타르쿠스 혹은 독일어에 대한 경멸에 관하여》(Aristarchus, sive De contemptu linguae Teutonicae)라는 작품을 썼다. 이 작품에서 그는 독일어가 시(詩)를 쓰기에 적합한 언어라고 주장했다.
특히 《독일 시학의 서》 (1624년)는 독일 최초의 문예이론서로서 유명할 뿐만 아니라 18세기초에 이르기까지 창작상의 규범으로 존중되었으며 특히 새 운율법과 시형(詩形)의 제창에 큰 공적을 남겼다. 그가 의도하는 바는 고전이나 근세 외국 문학의 여러 형식을 적극적으로 모방하면서 국민 문학의 수준을 높이려 하는 데 있었다.

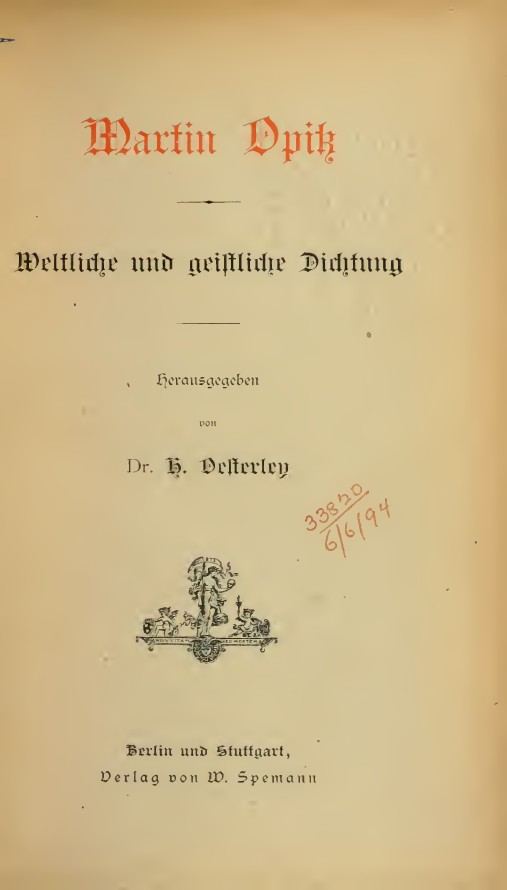
Weltliche und geistliche Dichtung (1888)